# Rule 5 draft

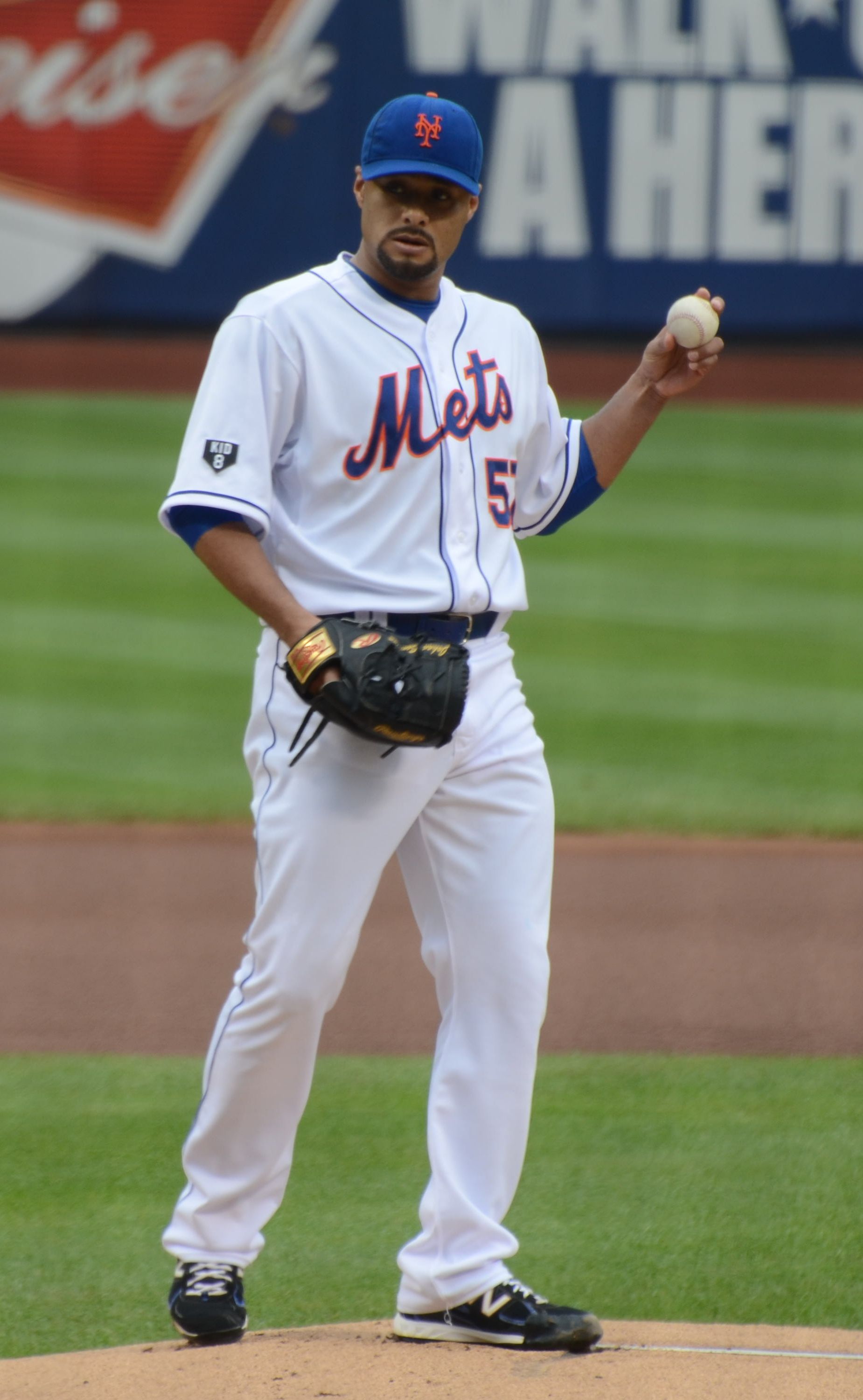
Johan Santana valdes i 1999 års Rule 5 draft och utvecklades till en av 2000-talets bästa pitchers med bland annat två Cy Young Awards.

Rule 5 draft är en årlig spelardraft där klubbarna i den nordamerikanska professionella basebolligan Major League Baseball (MLB) under vissa förutsättningar får välja och ta över spelare som tillhör andra klubbar. Syftet är att göra det möjligt för klubbar att ta över spelare i andra klubbars farmarklubbssystem för att i stället ge dem chansen i MLB.
Draften har fått sitt namn av att den regleras i regel nummer fem i MLB:s officiella regelbok The Official Professional Baseball Rules Book. Den mer kända draften av amatörspelare, Major League Baseball Draft, regleras i regel nummer fyra, men benämns normalt inte som Rule 4 draft.
Rule 5 draft hålls i december varje år i samband med MLB-klubbarnas sportchefers årliga möte (Winter Meetings).

## Historia
Dagens Rule 5 draft kan spåra sin historia ända tillbaka till 1892, men från början kallades den oftast bara Selection of Players. Klubbarna i MLB fick under denna tid drafta spelare mellan den 1 oktober och den 1 februari varje år. Fram till 1931, då dagens farmarklubbssystem hade etablerats, var de klubbar i Minor League Baseball som spelarna draftades från helt självständiga och inte förbundna med någon klubb i MLB. Ursprungligen kostade ett draftval antingen 500 eller 1 000 dollar, beroende på vilken nivå som klubben låg på i Minor League Baseball. Både kostnaden och draftperioden ändrades många gånger under de kommande decennierna. Begreppet Rule 5 draft kan spåras till 1941 års upplaga av MLB:s regelbok.
Mellan 1947 och 1957 fanns under vissa perioder en bonusregel som syftade till att begränsa de bonusar som spelare fick när de skrev på för MLB-klubbar. Om en spelare fick en bonus över en viss gräns innebar det att klubben måste ha med spelaren i truppen under minst en viss tid för att spelaren skulle vara skyddad från Rule 5 draft.
Under åren som följt har MLB genomgått stora förändringar med bland annat införandet av amatördraften, free agents och utökning av antalet klubbar till dagens 30 stycken. Reglerna för Rule 5 draft har under denna tid ändrats flera gånger.

## Regler
Klubbarna i MLB väljer spelare i Rule 5 draft i omvänd ordning från den senaste säsongens grundserie. Den klubb som hade sämst vinstprocent börjar, följd av klubben med näst sämst vinstprocent och så vidare. Endast klubbar med lediga platser i sin 40-mannatrupp får välja i draften.
Spelare som får väljas är de som lämnats utanför andra klubbars 40-mannatrupper, men bara om de har varit under proffskontrakt sedan en viss tid. Nykontrakterade spelare får inte väljas. Om en spelare skrev på sitt första proffskontrakt vid 18 års ålder eller tidigare (mätt efter åldern den 5 juni som inföll närmast före kontraktsskrivningen) kan han inte väljas förrän det gått minst fem år sedan kontraktsskrivningen. För 19-åringar eller äldre måste det ha gått minst fyra år.
Om en klubb gör ett draftval måste klubben betala 100 000 dollar till spelarens tidigare klubb och omedelbart lägga till spelaren i sin 26-mannatrupp. Om spelaren tas bort från 26-mannatruppen vid något tillfälle under säsongen efter draften (av något annat skäl än skada) måste han genast läggas upp för försäljning (waivers). Om ingen klubb köper honom måste den tidigare klubben erbjudas att köpa tillbaka honom för 50 000 dollar. Den draftade spelaren måste vidare vara i 26-mannatruppen under minst 90 dagar under säsongen efter draften och kan alltså inte "gömmas" på skadelistan (injured list) under en längre tid. Om detta sista krav inte uppfylls måste den draftande klubben följa de ovan beskrivna trupprestriktionerna även nästföljande säsong.
En draftad spelare får trejdas, men då gäller restriktionerna på samma sätt för spelarens nya klubb. Den draftande klubben kan även komma överens med den tidigare klubben om en trejd för att få fullständiga rättigheter över den draftade spelaren och slippa de ovan beskrivna restriktionerna.